# GEM-2000
GEM-2000 (GEM-2000 / 3000 / 4000) је био кућни рачунар фирме GEM који је почео да се производи у Белгији од 1983. године.
RAM меморија рачунара GEM-3000 је имала капацитет од 80 kb. 

## Детаљни подаци
Детаљнији подаци о рачунару GEM-2000 су дати у табели која се налази испод.
|                       |                            |
| [ 1 ]                 |                            |
| Произвођач            |                            |
| Тип                   | кућни рачунар              |
| Меморија              | GEM-3000: 80               |
| Поријекло             | Белгија                    |
| Година                | 1983                       |
| Тастатура             | QWERTY механичка тастатура |
| Процесор              | непознато                  |
| Фреквенција процесора |                            |
| RAM                   | GEM-3000 : 80              |
| ROM                   | непознато                  |
| Текст                 | непознато                  |
| Графика               | непознато                  |
| Боја                  | да                         |
| Звук                  | GEM-3000 = 8 октава        |
| Димензије             | 270 x 175 x 72             |
| Портови               |                            |
| Оперативни систем     |                            |